# Stephen R. Anderson
Stephen R. Anderson (1943) é um linguista estadunidense, professor da Universidade Yale e presidente da Sociedade Linguística da América. Ele é considerado o fundador da morfologia amorfa, desdobramento da teoria gerativo-transformacional que postula acerca das regras de formação de palavras em línguas naturais.
Bacharel em Linguística pelo Instituto de Tecnologia de Illinois, obteve o título de Ph.D na mesma área pelo Instituto de Tecnologia de Massachusetts, foi professor de diversas universidades como a Universidade Harvard e a Universidade da Califórnia em Los Angeles.